# Rinkenæs
Rinkenæs is een plaats in de Deense regio Zuid-Denemarken, gemeente Sønderborg, en telt 1239 inwoners (2008).

## Kerk

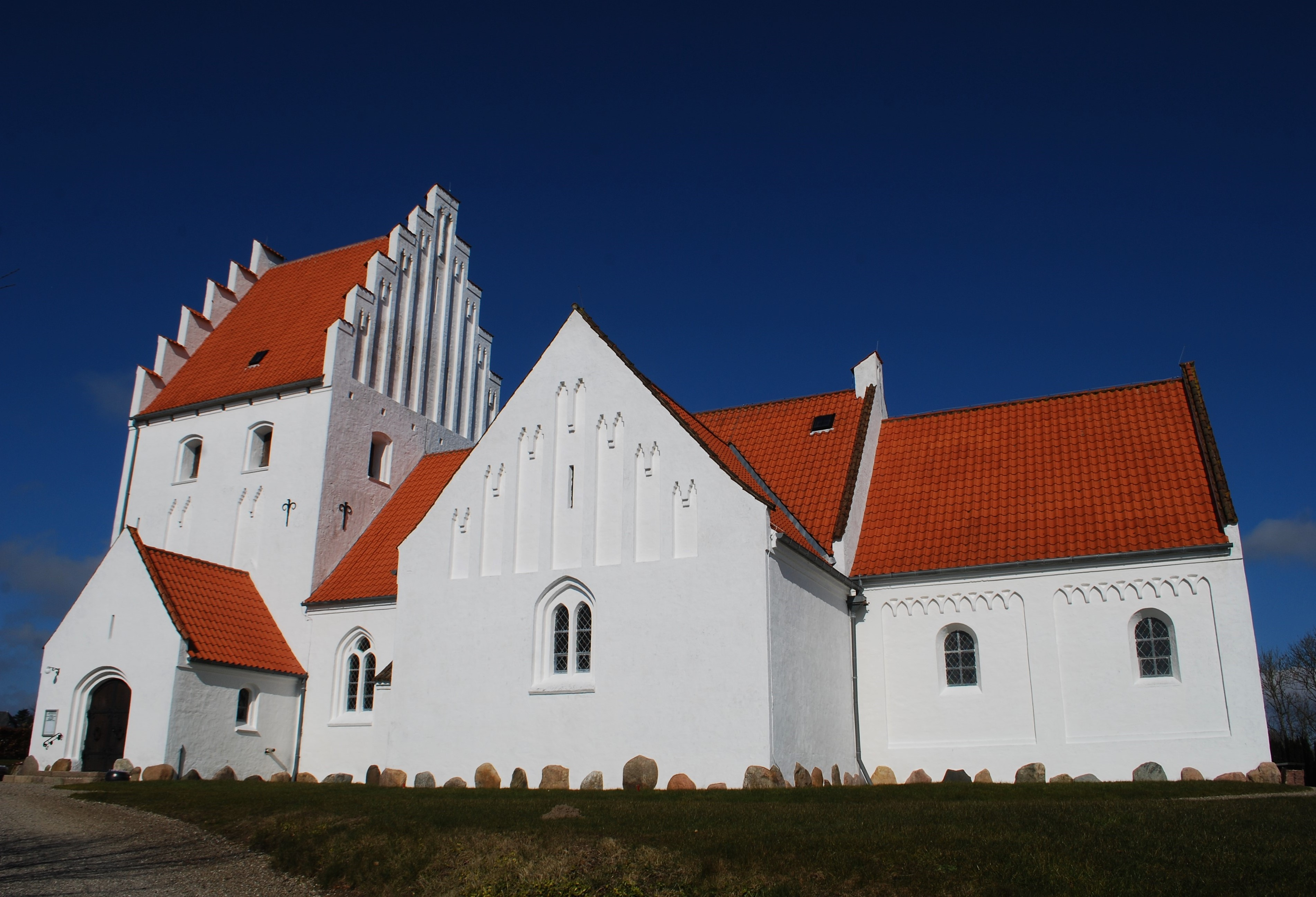
Kruiskerk

De huidige Kruiskerk in het dorp dateert uit 1932. Sinds de inwijding fungeert deze als parochiekerk. Voordien was de Oude kerk parochiekerk. Die oude kerk staat een paar kilometer ten noorden van het dorp. De oude kerk, oorspronkelijk gewijd aan St. Laurentius, werd gebouwd in de 12e eeuw.